# Solotuša
Solotuša (Servisch cyrillisch Солотуша) is een plaats in de Servische gemeente Bajina Bašta. De plaats telt 1066 inwoners (2002).